# L'Étoile du Nord (film, 1943)
Pour les articles homonymes, voir L'Étoile du Nord.
Pour plus de détails, voir Fiche technique et Distribution.

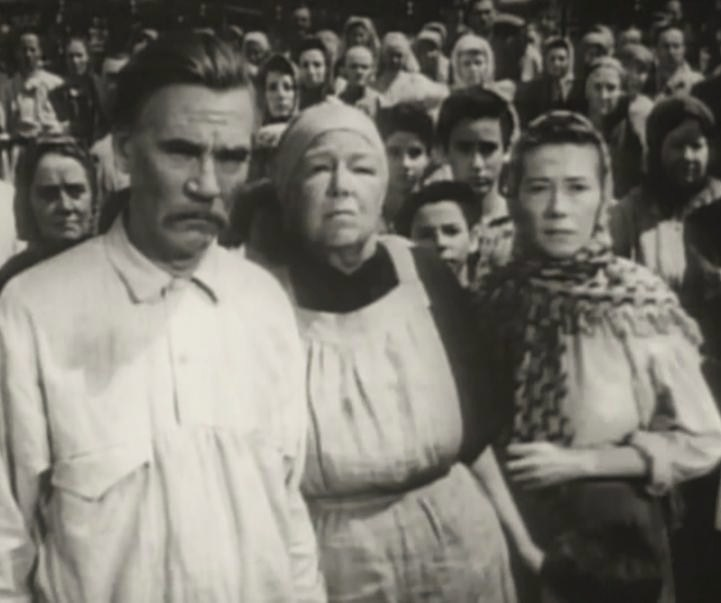
De g. à d. : Walter Huston, Esther Dale et Ruth Nelson

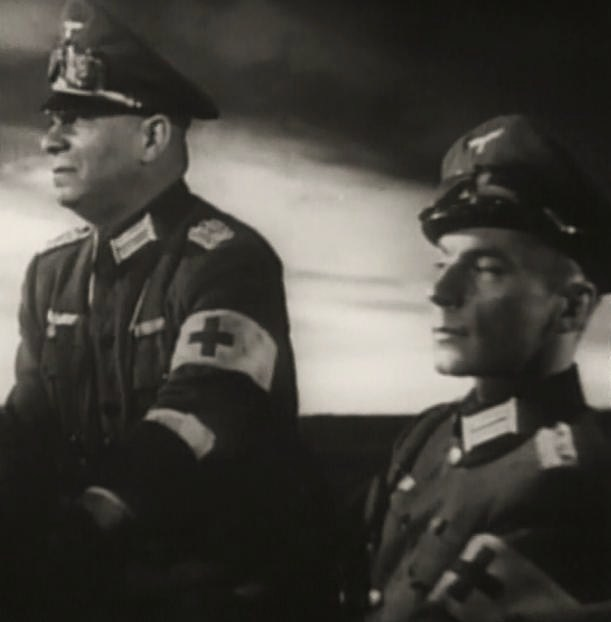
Erich von Stroheim et Martin Kosleck.

L'Étoile du Nord (The North Star) est un film américain en noir et blanc réalisé par Lewis Milestone, sorti en 1943.

## Synopsis
Le 20 juin 1941, dans le village ukrainien de l’Étoile du Nord, les habitants célèbrent en musique l'arrivée de l'été et les jeunes gens se préparent aux vacances. Mais deux jours après (22 juin 1941), l'armée allemande envahit le pays et investit le village, que les hommes viennent de quitter pour organiser la résistance.

## Fiche technique
- Titre : L'Étoile du Nord
- Titre original : The North Star
- Réalisateur : Lewis Milestone
- Scénario : Lillian Hellman, d'après son histoire originale
- Musique : Aaron Copland
- Lyrics : Ira Gershwin
- Directeur de la photographie : James Wong Howe
- Direction artistique : Perry Ferguson et McClure Capps
- Décors de plateau : Howard Bristol (en)
- Montage : Daniel Mandell
- Producteur : Samuel Goldwyn
- Producteur associé : William Cameron Menzies
- Société de production : Samuel Goldwyn Company
- Société de distribution : RKO Pictures
- Pays d'origine :  États-Unis
- Langue d'origine : anglais américain
- Format : noir et blanc — 35 mm — 1,37:1 — son : mono
- Genre : drame, guerre
- Durée : 108 minutes
- Dates de sortie :
  - États-Unis : 4 novembre 1943
  - France : 21 mars 1947

## Distribution
(dans l'ordre du générique de fin)
- Anne Baxter : Marina Pavlova
- Dana Andrews : Kolya Simonov
- Walter Huston : Docteur Pavel Grigoritch Kurin
- Walter Brennan : Karp'
- Ann Harding : Sophia Pavlova
- Jane Withers : Clavdia Kurina
- Farley Granger[1] : Damian Simonov
- Erich von Stroheim : Docteur von Harden, colonel allemand
- Dean Jagger : Rodion Pavlov
- Eric Roberts : Grisha Kurin
- Carl Benton Reid : Boris Stepanitch Simonov
- Ann Carter (en) : Olga Pavlova
- Esther Dale : Anna
- Ruth Nelson : Nadya Simonova
- Paul Guilfoyle : Iakin
- Martin Kosleck : Docteur Richter, capitaine allemand
- Tonio Selwart : le capitaine allemand
- Peter Pohlenz : le leutenant allemand
- Robert Lowery : le mitrailleur russe
- Gene O'Donnell : le pilote russe
- Frank Wilcox : le commandant Petrov, chef de résistance
- Loudie Claar : femme à l'hôpital
- Lynn Winthrop : un jeune résistante russe
- Charles Bates : Patya

Acteurs non crédités
- Grace Cunard : la femme du fermier
- Sarah Padden : une vieille femme
- Francis Pierlot : un villageois blessé